# Донецький губернський революційний комітет
Донецький губернський революційний комітет — тимчасовий владний орган, створений ВУЦВК і наділений надзвичайними повноваженнями. Зосереджував всю повноту цивільної та військової влади в Донецькій губернії. Існував паралельно з Донецьким губернським виконавчим комітетом, ревком контролював революційний рух на зайнятої радами території.

## Історія
Перший Донецький губрнський революційний комітет був створений 18 березня 1919 року на Першому губернським з'їздом рад Донецької губернії який пройшов в Слов'янську. Ревком проіснував до травня 1919 року..
Ревком відродили в кінці грудня 1919 року в звільненому Бахмуті політвідділом 13-й РСЧА, ревком очолив глава політвідділу Федоров Григорій Федорович. Через кілька тижнів ВУЦВК в Харкові 4 січня 1920 року утворив новий Донецький губернський революційний комітет на чолі з Антоновим-Саратовським. Після свого створення ревком попрямував звільнену від білогвардійців в Донецьку губернію, в шляху ревком вів підготовчу і епізодичну роботу.
"З перших же кроків організаційна діяльність губревкому зустрілася з вкрай важко переборними перешкодами. По-перше, не було ніяких достовірних відомостей щодо кордонів і внутрішнього поділу губернії. Навіть в Укрревкомі не можна було отримати будь-яких конкретних даних або, принаймні, карти. По-друге, не було і не могло бути будь-яких старих залишків від колишніх режимів губернських установ, напр. — губернського земства. А, отже, не було ніяких матеріалів губернського значення. По-третє, не було мінімального достатнього кадру, хоча б безпосередньо що знають радянське будівництво робітників ".
13 січня 1920 року ревком прибув до Луганська. Губернський ревком проіснував до початку травня 1920 після чого передав свої повноваження Виконавчому комітету Донецької губернської Ради.

## Склад

### Другий склад
- голова Федоров Григорій Федорович — грудень 1919 — 4 січня 1920.
- Нагорний Іван Григорович

### Третій склад
- голова Антонов Володимир Павлович — 4 січня — 9 травня 1920
- Вершин Іван Дормидонтович
- Каменський Абрам Захарович
- губернський військовий комісар Дорошів
- губернський комісар продовольства Анофриев